# 17e conseil des ministres du Canada

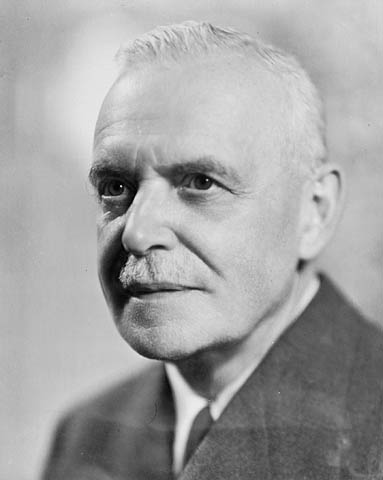
Louis St-Laurent, premier ministre du Canada pendant le des ministres.

Le 17e conseil des ministres du Canada fut formé du cabinet durant le gouvernement de Louis St-Laurent. Ce conseil fut en place du 15 novembre 1948 au 21 juin 1957, incluant la fin de la 20e, la 21e et la 22e législature. Ce gouvernement fut dirigé par le Parti libéral du Canada. 

## Conseils des ministres et membre du cabinet
- Premier ministre du Canada

1. 1948-1957 Louis St-Laurent

- Ministre des Affaires des anciens combattants

1. 1948-1950 Milton Fowler Gregg
2. 1950-1957 Hugues Lapointe

- Secrétaire d'État aux Affaires extérieures

1. 1948-1957 Lester B. Pearson

- Ministre de l'Agriculture

1. 1948-1957 James Garfield Gardiner

- Ministre de la Citoyenneté et de l'Immigration

1. 1950-1954 Walter Edward Harris
2. 1954-1957 John Whitney Pickersgill

- Ministre du Commerce

1. 1948-1957 Clarence Decatur Howe

- Président du Conseil privé

1. 1948-1957 Louis St-Laurent
2. 1957-1957 Lionel Chevrier

- Ministre associé de la Défense nationale

1. 1953-1953 Vacant
2. 1953-1954 Ralph Osborne Campney
3. 1954-1957 Vacant
4. 1957-1957 Paul Theodore Hellyer

- Ministre de la Défense nationale

1. 1948-1954 Brooke Claxton
2. 1954-1957 Ralph Osborne Campney

- Ministre des Finances et Receveur général

1. 1948-1954 Douglas Charles Abbott
2. 1954-1957 Walter Edward Harris

- Ministre de la Justice et procureur général du Canada

1. 1948-1957 Stuart Sinclair Garson

- Ministre des Mines et des Relevés techniques

1. 1950-1950 James Joseph McCann
2. 1950-1957 George Prudham

- Ministre des Mines et des Ressources

1. 1948-1949 James Angus MacKinnon
2. 1949-1950 Colin William George Gibson

- Ministre des Postes

1. 1948-1949 Ernest Bertrand
2. 1949-1949 Vacant
3. 1949-1952 Gabriel Édouard Rinfret
4. 1952-1955 Alcide Côté
5. 1955-1955 Vacant
6. 1955-1955 Roch Pinard (Intérim)
7. 1955-1957 Hugues Lapointe

- Ministre sans portefeuille

1. 1948-1953 Wishart McLea Robertson (Sénateur)
2. 1949-1950 James Angus MacKinnon (Sénateur)
3. 1953-1954 William Ross Macdonald (Sénateur)

- Ministre du Nord canadien et des Ressources nationales

1. 1953-1957 Jean Lesage

- Ministre des Pêcheries

1. 1948-1952 Robert Wellington Mayhew
2. 1952-1957 James Sinclair

- Ministre de la Production de défense

1. 1951-1957 Clarence Decatur Howe

- Ministre de la Reconstruction et des Approvisionnements

1. 1948-1950 Robert Henry Winters

- Ministre des Ressources et du Développement économique

1. 1950-1953 Robert Henry Winters
2. 1953-1957 Jean Lesage

- Ministre du Revenu national

1. 1948-1957 James Joseph McCann

- Ministre de la Santé nationale et du Bien-être social

1. 1948-1957 Paul Joseph James Martin

- Secrétaire d'État du Canada

1. 1948-1949 Colin William George Gibson
2. 1949-1953 Frederick Gordon Bradley
3. 1953-1954 John Whitney Pickersgill
4. 1954-1957 Roch Pinard

- Solliciteur général du Canada

1. 1948-1949 Joseph Jean
2. 1949-1949 Vacant
3. 1949-1950 Hugues Lapointe
4. 1950-1952 Stuart Sinclair Garson
5. 1952-1954 Ralph Osborne Campney
6. 1954-1957 William Ross Macdonald (Sénateur)

- Ministre des Transports

1. 1948-1954 Lionel Chevrier
2. 1954-1957 George Carlyle Marler

- Ministre du Travail

1. 1948-1950 Humphrey Mitchell
2. 1950-1950 Paul Joseph James Martin (Intérim)
3. 1950-1957 Milton Fowler Gregg

- Ministre des Travaux publics

1. 1948-1953 Alphonse Fournier
2. 1953-1953 Walter Edward Harris (Intérim)
3. 1953-1957 Robert Henry Winters